# 玉山郡
玉山郡，中国唐朝时设置的郡。
唐玄宗天宝元年（742年），改陆州置玉山郡。治所在乌雷县（今广西钦州市东南犀牛脚镇乌雷村）。下辖乌雷县、安海县（今越南广宁省芒街）、华清县（今广西钦州市大番坡镇水井坑）。辖境相当今辖境相当今广西壮族自治区钦州市东南部合浦县、防城港市及越南芒街一带。唐肃宗乾元元年（758年）复改为陆州。